# Rita Moreno

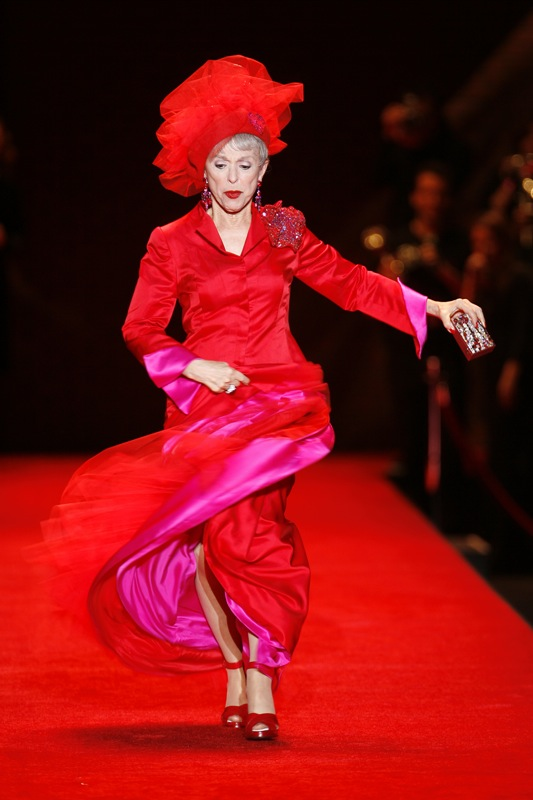
Rita Moreno 2008.

Rita Moreno, född Rosa Dolores Alverío den 11 december 1931 i Humacao i Puerto Rico, är en puertoricansk skådespelare, dansare och sångerska. Hon har en en karriär som spänner över sju decennier.
Rita Moreno tilldelades en Oscar för bästa kvinnliga biroll för rollen som Anita i West Side Story (1961). Hon har även gjort sig känd för rollen som Sister Peter Marie i TV-serien Oz (1997–2003).

## Filmografi i urval
- 1950 – Söderhavets sång
- 1952 – Singin' in the Rain
- 1954 – Djävulens trädgård
- 1956 – Kungen och jag
- 1961 – West Side Story
- 1961 – Flyende sommar
- 1968 – Natt utan nåd
- 1969 – Vem blir nästa offer, Marlowe?
- 1971 – Köttets lust
- 1971–1977 – The Electric Company (TV-serie) (780 avsnitt)
- 1976 – Baddare till badare
- 1981 – The Four Seasons
- 1982–1983 – 9 till 5 (TV-serie) (33 avsnitt)
- 1989–1990 – B.L. Stryker, privatdetektiv (TV-serie) (6 avsnitt)
- 1994 – I Like It Like That
- 1994–1999 – Where on Earth Is Carmen Sandiego? (TV-serie) (röst, 39 avsnitt)
- 1995 – Angus
- 1997–2003 – Oz (TV-serie) (55 avsnitt)
- 1998 – Slums of Beverly Hills
- 2001 – Piñero
- 2003 – Casa de los babys
- 2011–2013 – Happily Divorced (TV-serie) (34 avsnitt)
- 2014 – Rio 2 – Prövar vingarna i Amazonas (röst)
- 2016 – Remember Me
- 2015–2018 – Nina's World (TV-serie) (röst, 78 avsnitt)
- 2017–2020 – One Day at a Time (TV-serie) (46 avsnitt)
- 2021 – West Side Story
- 2023 – Fast X
- 2023 – 80 for Brady

## Teater

### Roller i urval
| År   | Roll         | Produktion                | Regi          | Teater                          |
| ---- | ------------ | ------------------------- | ------------- | ------------------------------- |
| 1975 | Googie Gomez | The Ritz Terrence McNally | Robert Drivas | Longacre Theatre, New York, USA |